# Булыгин, Дмитрий Александрович
Дмитрий Александрович Булыгин (1757—1830) — генерал-майор артиллерии, начальник Казанского и Вятского ополчения в 1812 году.

## Биография
Родился в 1757 году.
Службу начал 15 июня 1769 года в чине сержанта во 2-й канонирском полку. С 1776 году служил в 1-м фузелерном полку, в составе которого он участвовал в русско-турецкой войне 1787-1791 гг., в частности, в штурме Очакова, где получил ранение пулей в голову. В 1789 году был назначен адъютантом к генералу И. И. Меллер-Закомельскому. 
26 марта 1799 года в чине полковника был переведён в лейб-гвардии Артиллерийский батальон; 6 ноября 1799 года был произведён в генерал-майоры, затем поочередно занимал должность шефа нескольких артиллерийских батальонов и полков: артиллерийского Гербеля батальона; с 13.11.1799 — шеф артиллерийского Коробьина батальона; с 27.08.1801 — шеф 11-го артиллерийского батальона; с 18.06.1803 — шеф 8-го артиллерийского полка.
13 ноября 1806 года был назначен командиром 9-й и 10-й артиллерийских бригад, во главе которых принял участие в русско-прусско-французской войне 1806—1807 гг.; 24 января 1808 года был назначен командиром Сибирской артиллерийской бригады и артиллерийских гарнизонов в Сибири.
Уволен в отставку 28 октября 1810 года. В 1812 году был начальником Казанского и Вятского земского ополчения.
Был женат; имел трёх сыновей: Николай (14.12.1798—?), генерал-майор, в 1843—1845 гг. — казанский губернский предводитель дворянства; Алексей (1800?—?), Александр (1804?—?). Род  был внесён в 3-ю часть дворянской родословной книги Казанской губернии по определению Казанского дворянского депутатского собрания 27 ноября 1802 года и утверждён указом Герольдии от 23 декабря 1857 года.
Скончался 23 марта (4 апреля) 1830 года на 73-м жизни и похоронен на Арском кладбище Казани, рядом с кладбищенской церковью. Точное место захоронения было утрачено в силу естественных причин. В 2010 году было найдено надгробие, наполовину засыпанное землей. В сентябре 2011 года у здания церкви силами инициативной группы МУП «Ритуал» г. Казани на нулевой аллее Арского кладбища установлен отреставрированный памятник.

## Награды
- Орден Святой Анны 3-й степени (28.05.1798)
- Орден Святого Георгия 4-го класса (26.11.1802), за выслугу 25 лет
- Орден Святого Владимира 3-й степени (01.12.1806)
- Орден Святой Анны 1-й степени (17.02.1809)

## Ссылка
- БУЛЫГИН Архивная копия от 20 июня 2017 на Wayback Machine